# Пі-зв'язок

Утворення молекулярної орбіталі -зв'язку етену. Вузлова площина кожної з атомних орбіталей є також вузловою площиною утвореного π-зв'язку

Пі-зв'язо́к або π-зв'язо́к — зв'язок, що виникає через взаємодію між атомними або молекулярними орбіталями, які мають щонайменше одну вузлову площину (атомні орбіталі p та d, молекулярна орбіталь π* або їхні просторові комбінації). Утворена зв'язуюча молекулярна орбіталь має бути антисиметричною відносно певної визначальної площини. 
Коли йдеться про двоцентрову локалізовану молекулярну орбіталь, пі-зв'язок визначається як той, що має одну вузлову площину, крізь яку проходить вісь, котра з'єднує два ядра. На відміну від пі-зв'язку, сигма-зв'язок не має вузлової площини, a дельта-зв'язок має дві вузлові площини.
Одним з найпростіших прикладів пі-зв'язку є π-зв'язок у молекулі етену. Він утворюється перекриванням двох pz-орбіталей вуглецю (перша частина визначення) та є антисиметричним відносно площини (друга частина визначення), крізь яку проходить вісь, котра з'єднує два атоми вуглецю. Сигма-зв'язок між двома атомами вуглецю у молекулі етену також утворений двома орбіталями, кожна з яких має вузлову площину (sp2), але, на відміну від попередньо згаданого зв'язку, не існує визначальної площини, відносно якої цей зв'язок є антисиметричним.  

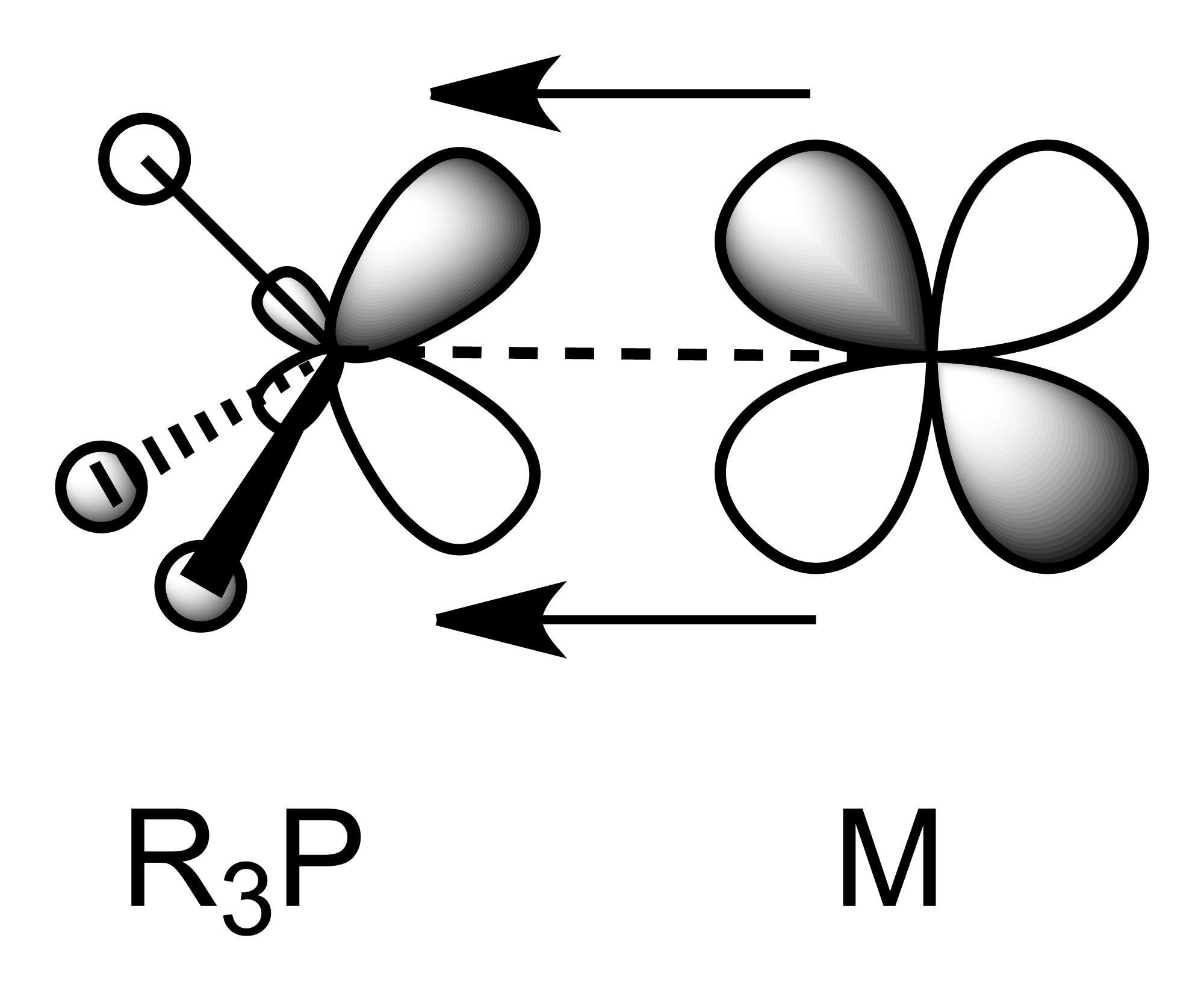
d-орбіталь перехідного металу утворює π-зв'язок з двома σ*-орбіталями фосфіну.

Пі-зв'язки можуть існувати між атомами, між якими не існує сигма-зв'язку, — наприклад, при взаємодії молекулярних орбіталей лігандів з атомними орбіталями перехідних металів, утворюючи координаційні π-комплекси.
Сигма і пі-зв'язки використовуються при наближеному описі кратних (подвійних та потрійних) ковалентних зв'язків. Альтернативним варіантом є опис за допомогою еквівалентних тау-зв'язків.

## Пряме пікоскопічне зображення пі-зв'язків

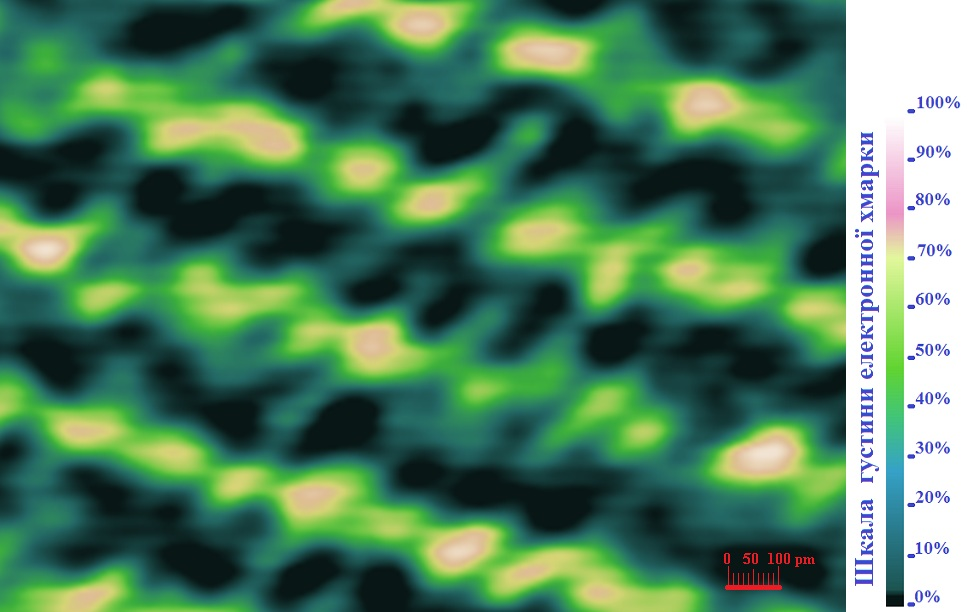
Пряме пікоскопічне зображення пі-зв'язків в графіті (роздільна здатність 10 пікометрів). Атоми вуглецю (жовтий), хімічні зв’язки sp2 (зелений, провідник), слабкі пі-зв’язки (синій, напівпровідник) та шар ізолятора з нульовою провідністю (чорний).

Пряме пікоскопічне зображення пі-зв'язків, отримане шляхом денситометрії електронної хмарки з роздільною здатністю 10 пікометрів. На фото відображені шари кристалічного графіту та наведена шкала густини електронної хмарки. Шари кристалічного графіту складаються з атомів вуглецю жовтого кольору, густина електронної хмарки 100 %. Атоми вуглецю з'єднані ковалентними сігма-зв’язками, що утворюються внаслідок перекриття sp2 орбіталей атомів вуглецю, зелені, густина 50%. Поєднує шари графіту система слабких пі-зв’язків. Як видно з фото, пі-зв’язки мають форму витягнутих пелюстків бірюзового кольору, густина 20 %, які тягнуться від одного шару до іншого під кутом 66°. Пі-зв’язки розділяє вільний від електронних хмарок простір чорного кольору, густина 0 %. Утворені зв'язуючі молекулярні орбіталі є антисиметричними, що відповідає їх визначенню, яке наведено вище. На фото видно, що кожен пі-зв'язок сильно пов’язаний з одним атомом (густина 40%, зелений колір) і слабо пов’язаний з іншим (густина 10 %, сірий колір).